# Ангел Заберски
Ангел Заберски е български композитор, аранжьор, педагог по попмузика, професор в Нов български университет.

## Живот и творчество
Роден е в Малко Търново на 31 август 1931 г.
„Трудният житейски път и условия в детството, раздвоението между изобразителното изкуство и музиката, в резултат на войната, определят бъдещия твърд характер, но и жалостивата и нежна душевност, която с годините се разгъва и превръща в произведения на изкуството.
Пристрастен към операта, тъй като завършва вокалния факултет при консерваторията със специалност оперно пеене в класа на проф. Христо Бръмбаров – 1955, цял живот изучава с най-малка подробност партитурите на италианските композитори Пучини и Верди. Със същата жар следи и вокалното майсторство на световноизвестните оперни певци от миналото и настоящето. По същия начин, увлечен от биг-бендовото изкуство и джаза, до сетния си дъх изследва партитурите на големите образци в него, като Дюк Елингтън и Каунт Бейзи.“ Това пише дъщеря му Маргарита Заберска, в статията си за сайта на програма „Христо Ботев“ на БНР през 2015 г. за предстоящето ѝ предаване в памет на композитора.
В началото на 60-те участва в популярния вокален квинтет „Приятели на песента“ и е един от основателите и преподавател в Школата за естрадни певци при БНР.
До 1974 работи като музикален редактор в редакция „Забавна музика“ на БНР. От 1974 до 1984 е главен художествен ръководител на Естрадата на БА.
Преподавател по пеене в Естрадния факултет на БДК.
Член на СБК.
Автор е на политически мюзикъли („Чилийска фиеста“, „Хора с криле“, „Рози в атака“, „Звезден миг“, „Здравей, април“); музика към театрални спектакли („Сезонът на големите дъждове“, „Тази малка земя“ – награда на националния преглед на драматичните театри); вокално-инструментални произведения (Оратория за 9-те кръга), оркестрови творби (Рапсодия за духов оркестър), телевизионен мюзикъл („В Чинцано всичко е спокойно“), детски и хорови песни, музика към документални филми.
Един от майсторите на лиричната естрадна песен и един от първите композитори, които носят признание за българската естрада на европейския подиум през 60-те. Първите си творби създава още в края на 50-те – инструменталната пиеса „Сребърен дъжд“ и песента „Първа среща“ – 1958 (изп. Георги Кордов и Райна Денева).
Песента по музика на Ангел Заберски „Калиакра“ печели наградата на „Златният Орфей“ през 1965 година. С нея започва историята на този фестивал.
Той е един от композиторите, с които Лили Иванова работи в периода 1965 – 1968 година. Негова е музиката на песните от репертоара на ѝ: „Брезите и момчето“, „Бялата лодка“, „Лунната соната“, „Адажио“, „Да вярвам ли?“. С песента „Адажио“ Лили Иванова печели през 1966 година наградата „Златен ключ“ в Братислава. През 1968 година става № 1 в Барселона с неговия хит „Да вярвам ли?“.
През 1980 година песента „Бащината къща“ по музика на Ангел Заберски, изпълнявана от Панайот Панайотов, печели „Златният Орфей“.
Проф. Ангел Заберски е преподавател в Нов български университет, специалност „Попмузика“.
Удостояван е многократно с награди на СБК, както и с наградата на София за песента „Звезди над София“.
Освен на песни, той е автор и на оркестрови пиеси, в някои от които съчетава фолклорни мотиви с елементи от джаза („Спомен от Странджа“, „Тракийски акварел“).
Негови песни са издавани на грамофонни плочи в Канада („Чудото на младостта“, изп. Джули Арел), Русия, Италия (Артуро Теста), Полша, Чехия, Германия, Куба.
През 2009 г. Българското национално радио продуцира и издава албума „Изповеди“, съдържащ 18 авторски поппесни на композитора, изпълнени от български поппевци.
Бил е женен за известната поп-певица от края на1960-те години Маргарита Радинска. Имат 2 деца, наречени на тях. Ангел Заберски-син е от най-талантливите и изявени български музиканти в областта на джаза. Дъщеря им, Маргарита Заберска, също е певица и музикален редактор в програма „Христо Ботев“ на Българското национално радио. Маргарита Заберска, в статия за баща си, пише: „Животът на композитора наистина бе отдаден не само на песента, но и на музиката като изкуство, с всичките нюанси и багри на красивата хармония. Непрестанното желание да научи нови и нови похвати в писането ѝ се превръща в мотото на твореца Заберски.“

## Отличия
- Заслужил артист

## Награди (за изпълнение на негови песни)
| Година | Награда                           | Песен / Изпълнител                                | Фестивал                               | Град / Държава           |
| ------ | --------------------------------- | ------------------------------------------------- | -------------------------------------- | ------------------------ |
| 1984   | III награда                       | „Листопад на любовта“                             | Международен фестивал „Златният Орфей“ | Слънчев бряг             |
| 1982   | специалната награда на ЦК на ДКМС | „Запей ми, мамо“ (изп. Орлин Горанов)             | Международен фестивал „Златният Орфей“ | Слънчев бряг             |
| 1980   | Голямата награда                  | „Бащината къща“ – (изп. Панайот Панайотов) –      | Международен фестивал „Златният Орфей“ | Слънчев бряг             |
| 1978   | III награда                       | „Брезите и момичето“ (изп. Георги Кордов)         | Фестивал за забавна песен              | Рен, Франция             |
| 1978   | I награда                         | „Бяло крило“ – (изп. Маргарита Радинска) –        | Международен фестивал „Златният Орфей“ | Слънчев бряг             |
| 1968   | II награда                        | „Лунната соната“ (изп. Лили Иванова)              | Международен фестивал „Златният Орфей“ | Слънчев бряг             |
| 1968   | Голямата награда                  | „Yo Creo En Tí – Да вярвам ли“ (изп. Бисер Киров) | 1-ви Международен песенен фестивал     | Барселона, Испания       |
| 1967   | специалната награда на ЦК на ДКМС | „Деца играят на войници“ (изп. Ирина Чмихова)     | Международен фестивал „Златният Орфей“ | Слънчев бряг             |
| 1967   | III награда                       | „Бялата лодка“ (изп. Лили Иванова)                | Международен фестивал „Златният Орфей“ | Слънчев бряг             |
| 1966   | I награда                         | „Адажио“ (изп. Лили Иванова)                      | „Златният ключ“                        | Братислава, Чехословакия |
| 1965   | I награда                         | „Калиакра“ (изп. Мими Николова)                   | Международен фестивал „Златният Орфей“ | Слънчев бряг             |

## Дискография

### Студийни албуми
| Година | Албум           | Вид | Издател   | Издателски номер |
| ------ | --------------- | --- | --------- | ---------------- |
| 2009   | „Изповед“       | CD  | БНР       |                  |
| 1982   | „Избрани песни“ | LP  | Балкантон | ВТА 11207        |
| 1981   | „Избрани песни“ | LP  | Балкантон | BTA 10847        |
| 1979   | „Звезден миг“   | LP  | Балкантон | ВТА 1790         |

### Мини албуми
| Година | Сингъл                                       | Вид | Издател   | Издателски номер |
| ------ | -------------------------------------------- | --- | --------- | ---------------- |
| 1965   | „Забавна и танцова музика от Ангел Заберски“ | SP  | Балкантон | BTM 5782         |